# Transaustralische Telegrafenleitung

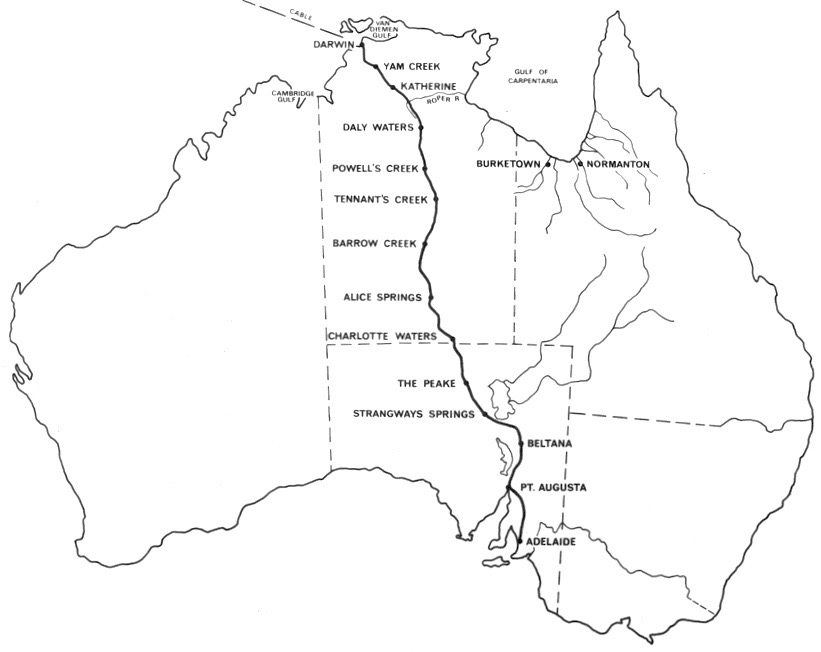
Verlauf der Telegrafenleitung

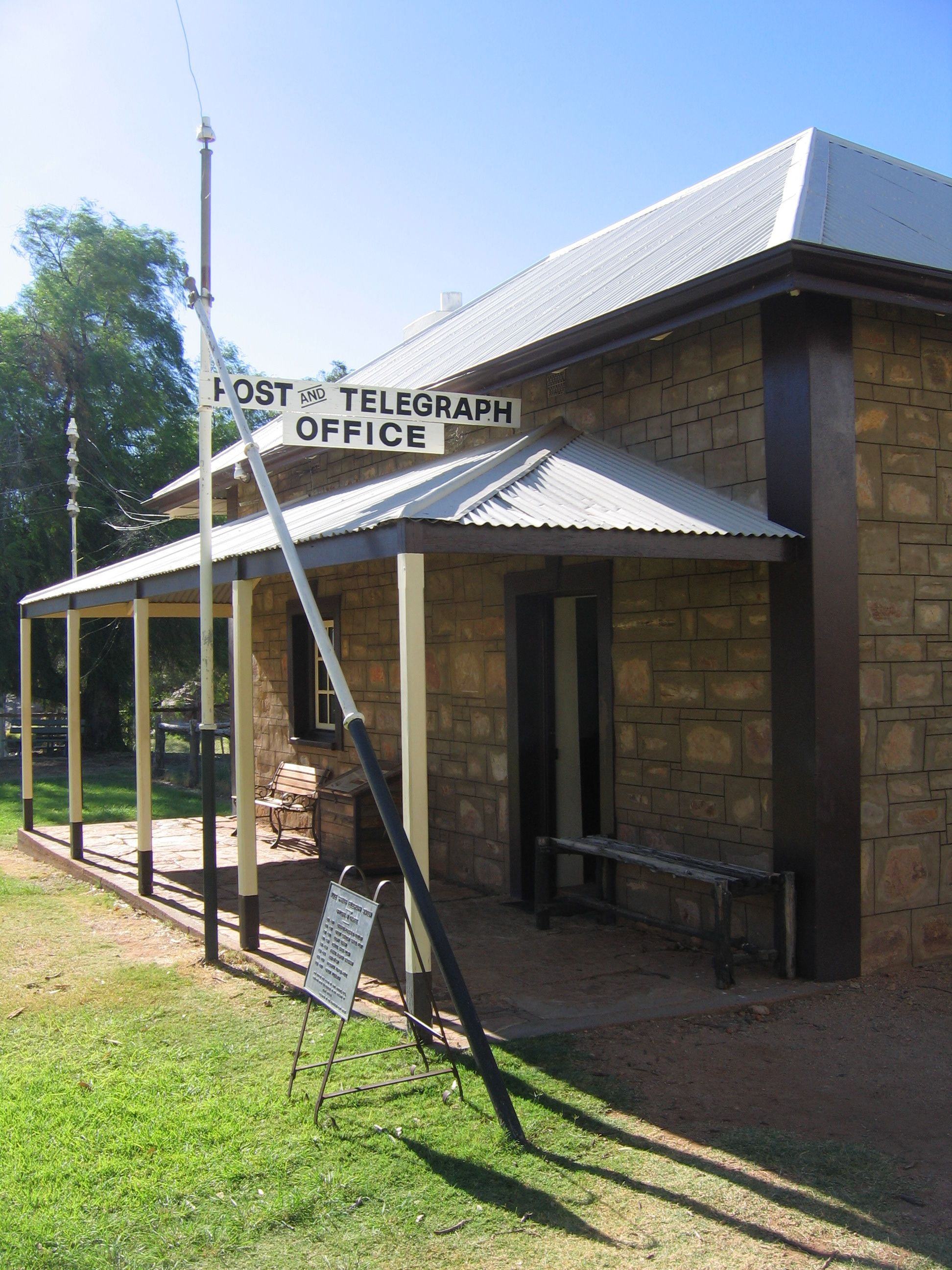
Alice Springs: Telegraphenamt und Post

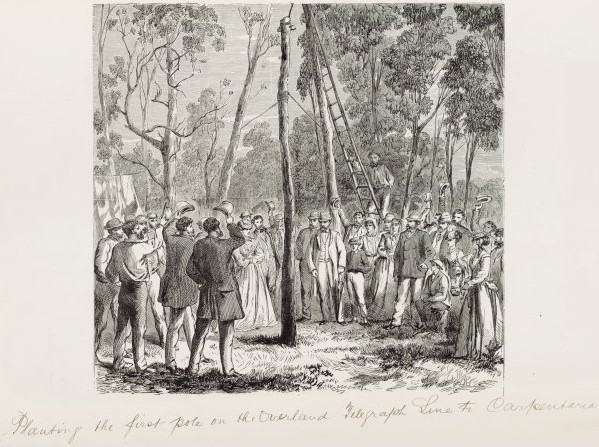
Errichtung des ersten Mastes der Telegrafenlinie nach Carpentaria

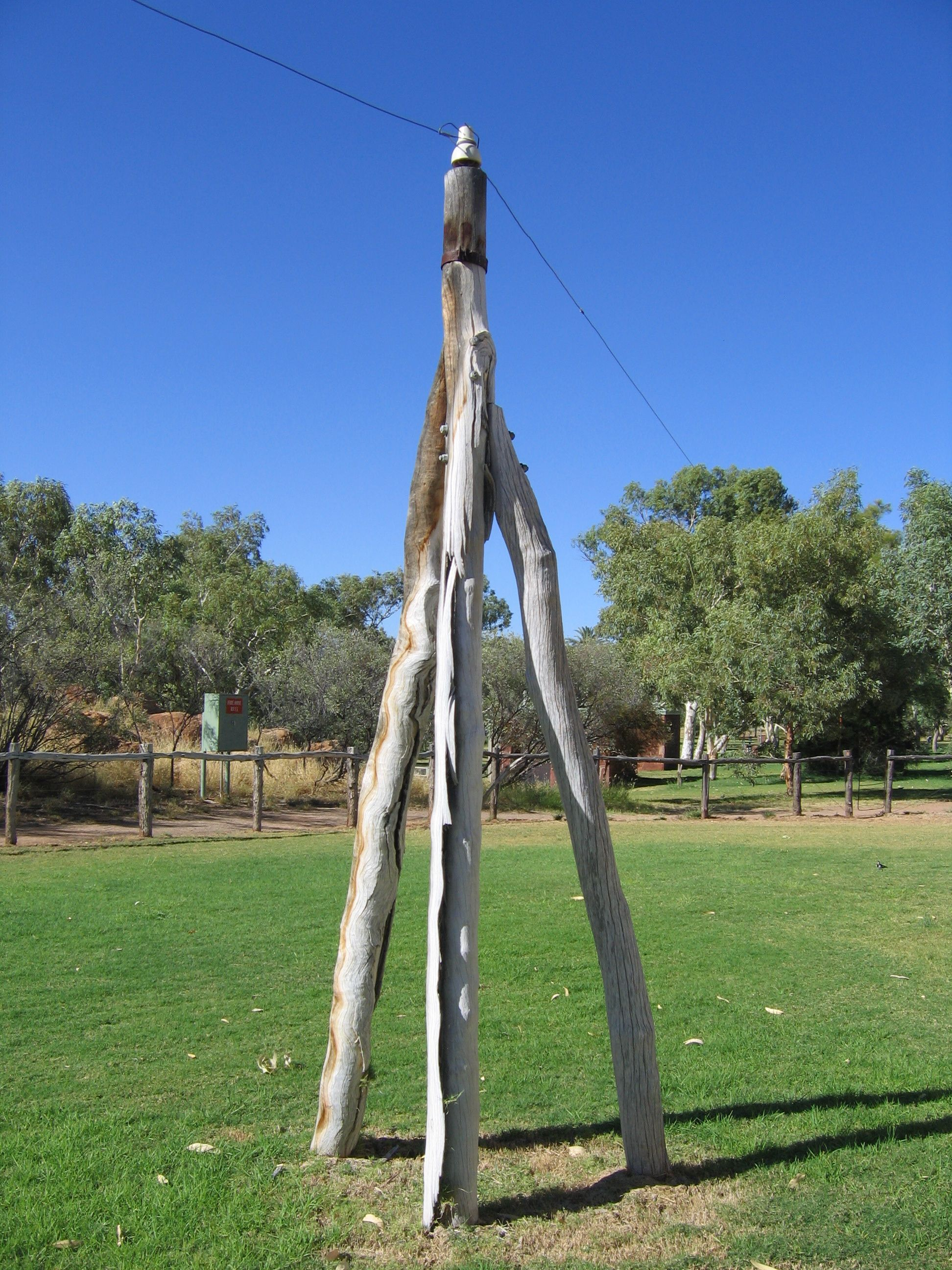
Holzmast der ersten Generation

Die Transaustralische Telegrafenleitung (englisch Australian Overland Telegraph Line) war eine 3200 km lange Telegrafenlinie, die ab 1872 Port Augusta in Südaustralien mit Darwin an der australischen Nordküste verband und von hier mit Seekabeln erstmals die telegrafische Verbindung nach Niederländisch-Indien (Indonesien) und Europa ermöglichte.

## Planung
Bis zu dem Zeitpunkt, als die Leitung in Betrieb ging, konnten Nachrichten zwischen den australischen Kolonien und dem britischen Mutterland – zumindest streckenweise – nur mit Schiffspost übermittelt werden. Nachrichten waren also wochen-, wenn nicht gar monatelang unterwegs. Dies schuf einen immensen Bedarf an beschleunigter Kommunikation, die technisch mit dem Telegrafen auch verfügbar gewesen wäre. Was fehlte, war die entsprechende Leitung.
Ab 1855 wurden verschiedene Routen für eine Verbindung mit Europa diskutiert:
- von Ceylon nach Albany in Western Australia;
- von Java nach Darwin und von hier entweder
  - nach Burketown im Nordwesten von Queensland oder
  - durch die inneraustralische Wüste nach Adelaide in South Australia.

Der Streit zwischen den australischen Kolonien über den Verlauf der Leitung war hart. Die Regierung von Victoria erwartete von der Telegrafenleitung, sollte sie in Adelaide – und damit letztendlich in der eigenen Hauptstadt, Melbourne – enden, einen wirtschaftlichen Impuls und förderte deshalb das Unternehmen. Zunächst finanzierte sie die Burke-und-Wills-Expedition von 1860, geleitet von Robert O’Hara Burke und William John Wills, um herauszufinden, welche Route technisch möglich war. Die Expedition erkundete das Terrain, indem sie das Innere Australiens von Menindee bis zum Golf von Carpentaria durchquerten. Auf dem Rückweg aber kamen die Expeditionsleiter durch Erschöpfung ums Leben. Daraufhin lobte die Regierung
£ 2.000 für denjenigen aus, der eine gangbare Route zwischen Südaustralien und Darwin ausfindig machte.
John McDouall Stuart beabsichtigte ebenfalls, den Kontinent von den Flinders Ranges aus zu queren, was ihm im sechsten Versuch 1862 gelang. Dabei hatte er das Projekt einer transkontinentalen Telegrafenleitung durchaus im Blick, so dass er Notizen über die besten Möglichkeiten, sie über Flussläufe zu führen, Wasserreservoirs und Möglichkeiten Telegrafenstangen zu gewinnen, fertigte. Am 24. Juli 1862 erreichte er die australische Nordküste in Chambers Bay, die er nach seinem Auftraggeber und Sponsor benannte.
Mit diesen Kenntnissen ausgestattet, genehmigte das Parlament von Südaustralien 1865 den Bau einer Telegrafenleitung von Adelaide in das 300 Kilometer nördlich gelegene Port Augusta. Da dieser Schritt den Verlauf einer künftigen Kontinentalquerung praktisch vorgab, löste das bei den Vertretern einer Linienführung über Queensland heftigen Protest aus.
Der endgültige Beschluss zum Bau der Leitung fiel, als die südaustralische Regierung sich bereit erklärte, die 3.200 Kilometer lange Trasse zwischen Port Augusta und Darwin zu finanzieren, während die British-Australian Telegraph Company im Gegenzug das Seekabel zwischen Java und Australien verlegte.

## Bau und Fertigstellung
| \| \| \| Seekabel von Niederländisch-Indien \| \| \| \| \| Darwin (bis 1911: Palmerston) \| \| \| \| \| Southport \| \| \| \| \| Rum Jungle \| \| \| \| \| Adelaide River \| \| \| \| \| Pine Creek \| \| \| \| \| Katherine \| \| \| \| \| Daly Waters \| \| \| \| \| Auld’s Pond \| \| \| \| \| \| \| \| \| \| Frew’s Pond (hier trafen Nord- und Südleitung aufeinander) \| \| \| \| \| \| \| \| \| \| Powell’s Creek \| \| \| \| \| Tennant Creek \| \| \| \| \| Barrow Creek \| \| \| \| \| Alice Springs \| \| \| \| \| Charlotte Waters \| \| \| \| \| Oodnadatta \| \| \| \| \| The Peak \| \| \| \| \| Neales \| \| \| \| \| Strangways Springs \| \| \| \| \| Finniss Springs \| \| \| \| \| Marree bis 1918: Hergott Springs \| \| \| \| \| The Gums auch: Government Gums \| \| \| \| \| Beltana \| \| \| \| \| Oratunga \| \| \| \| \| Hookina \| \| \| \| \| Mount Eyre \| \| \| \| \| Stirling \| \| \| \| \| nach Adelaide \| \| \| \| \| Port Augusta \| \| \| \| \| nach Perth \| \| \| \| \| \| \| \| \| \| Ort mit Relaisstation \| \| \| \| \| Ort ohne Relaisstation \| \| |  |                                                            |                                                            |
| Strecke |  | Seekabel von Niederländisch-Indien                         | Seekabel von Niederländisch-Indien                         |
| Bahnhof |  | Darwin (bis 1911: Palmerston)                              | Darwin (bis 1911: Palmerston)                              |
| Haltepunkt / Haltestelle |  | Southport                                                  | Southport                                                  |
| Haltepunkt / Haltestelle |  | Rum Jungle                                                 | Rum Jungle                                                 |
| Bahnhof |  | Adelaide River                                             | Adelaide River                                             |
| Haltepunkt / Haltestelle |  | Pine Creek                                                 | Pine Creek                                                 |
| Bahnhof |  | Katherine                                                  | Katherine                                                  |
| Bahnhof |  | Daly Waters                                                | Daly Waters                                                |
| Haltepunkt / Haltestelle |  | Auld’s Pond                                                | Auld’s Pond                                                |
| |  |                                                            |                                                            |
| Haltepunkt / Haltestelle |  | Frew’s Pond (hier trafen Nord- und Südleitung aufeinander) | Frew’s Pond (hier trafen Nord- und Südleitung aufeinander) |
| |  |                                                            |                                                            |
| Bahnhof |  | Powell’s Creek                                             | Powell’s Creek                                             |
| Bahnhof |  | Tennant Creek                                              | Tennant Creek                                              |
| Bahnhof |  | Barrow Creek                                               | Barrow Creek                                               |
| Bahnhof |  | Alice Springs                                              | Alice Springs                                              |
| Bahnhof |  | Charlotte Waters                                           | Charlotte Waters                                           |
| Haltepunkt / Haltestelle |  | Oodnadatta                                                 | Oodnadatta                                                 |
| Bahnhof |  | The Peak                                                   | The Peak                                                   |
| Haltepunkt / Haltestelle |  | Neales                                                     | Neales                                                     |
| Bahnhof |  | Strangways Springs                                         | Strangways Springs                                         |
| Haltepunkt / Haltestelle |  | Finniss Springs                                            | Finniss Springs                                            |
| Haltepunkt / Haltestelle |  | Marree bis 1918: Hergott Springs                           | Marree bis 1918: Hergott Springs                           |
| Haltepunkt / Haltestelle |  | The Gums auch: Government Gums                             | The Gums auch: Government Gums                             |
| Bahnhof |  | Beltana                                                    | Beltana                                                    |
| Haltepunkt / Haltestelle |  | Oratunga                                                   | Oratunga                                                   |
| Haltepunkt / Haltestelle |  | Hookina                                                    | Hookina                                                    |
| Haltepunkt / Haltestelle |  | Mount Eyre                                                 | Mount Eyre                                                 |
| Bahnhof |  | Stirling                                                   | Stirling                                                   |
| Abzweig geradeaus, nach links und von links |  | nach Adelaide                                              | nach Adelaide                                              |
| Bahnhof |  | Port Augusta                                               | Port Augusta                                               |
| Strecke nach rechts |  | nach Perth                                                 | nach Perth                                                 |
| |  |                                                            |                                                            |
| Bahnhof |  | Ort mit Relaisstation                                      | Ort mit Relaisstation                                      |
| Haltepunkt / Haltestelle |  | Ort ohne Relaisstation                                     | Ort ohne Relaisstation                                     |

Die Projektleitung wurde dem Direktor der südaustralischen Telegrafenverwaltung, Charles Todd, übertragen. Er teilte die Route in drei Abschnitte. Der nördliche (Darwin nach Tennant Creek) und der südliche (Port Augusta nach Alberga Creek in Südaustralien) wurden an private Unternehmer vergeben, den mittleren errichtete er mit seiner Verwaltung selbst. Der Bau erforderte 36.000 hölzerne Telegrafenstangen, Isolatoren, Batterien, Draht und andere Ausrüstung, die überwiegend in England bestellt wurde.
Todd stellte für den mittleren Abschnitt ein Team aus Vermessern, Zimmerleuten, Arbeitern und Köchen unter John Ross zusammen, die Adelaide zu Pferd und mit Ochsengespannen, die Proviant für viele Wochen geladen hatten, verließen.
Der Bau des nördlichen Abschnitts machte bis November 1870 gute Fortschritte, als die Regenzeit einsetzte und die Arbeit blockierte. Auch die Lebensumstände der Arbeiter verschlechterten sich durch den Regen, Stechmücken und schlechtes Essen so, dass sie am 7. März 1871 in Streik traten. Wochen später gab daraufhin der Unternehmer für den Nordabschnitt auf, der bis zu diesem Zeitpunkt den King River, südlich von Katherine erreicht hatte, sodass die Telegrafenverwaltung über das von ihr zu bewältigende Pensum hinaus weitere 700 Kilometer der Leitung übernehmen musste. Die dafür erforderliche Verstärkung benötigte allein sechs Monate, um Darwin überhaupt zu erreichen. Der hier leitende Ingenieur entschied sich, die Leitung verstärkt von Norden her betriebsfähig zu erstellen, sodass die verbleibende Lücke bei der Übermittlung von Nachrichten zum südlichen Abschnitt bis zur endgültigen Fertigstellung der Telegrafenleitung hilfsweise von einer Reiterstafette geschlossen werden konnte. Diese Situation nutzte die Regierung von Queensland, um für einen Baustopp und erneut eine Linienführung über ihr Territorium zu plädieren – vergeblich.

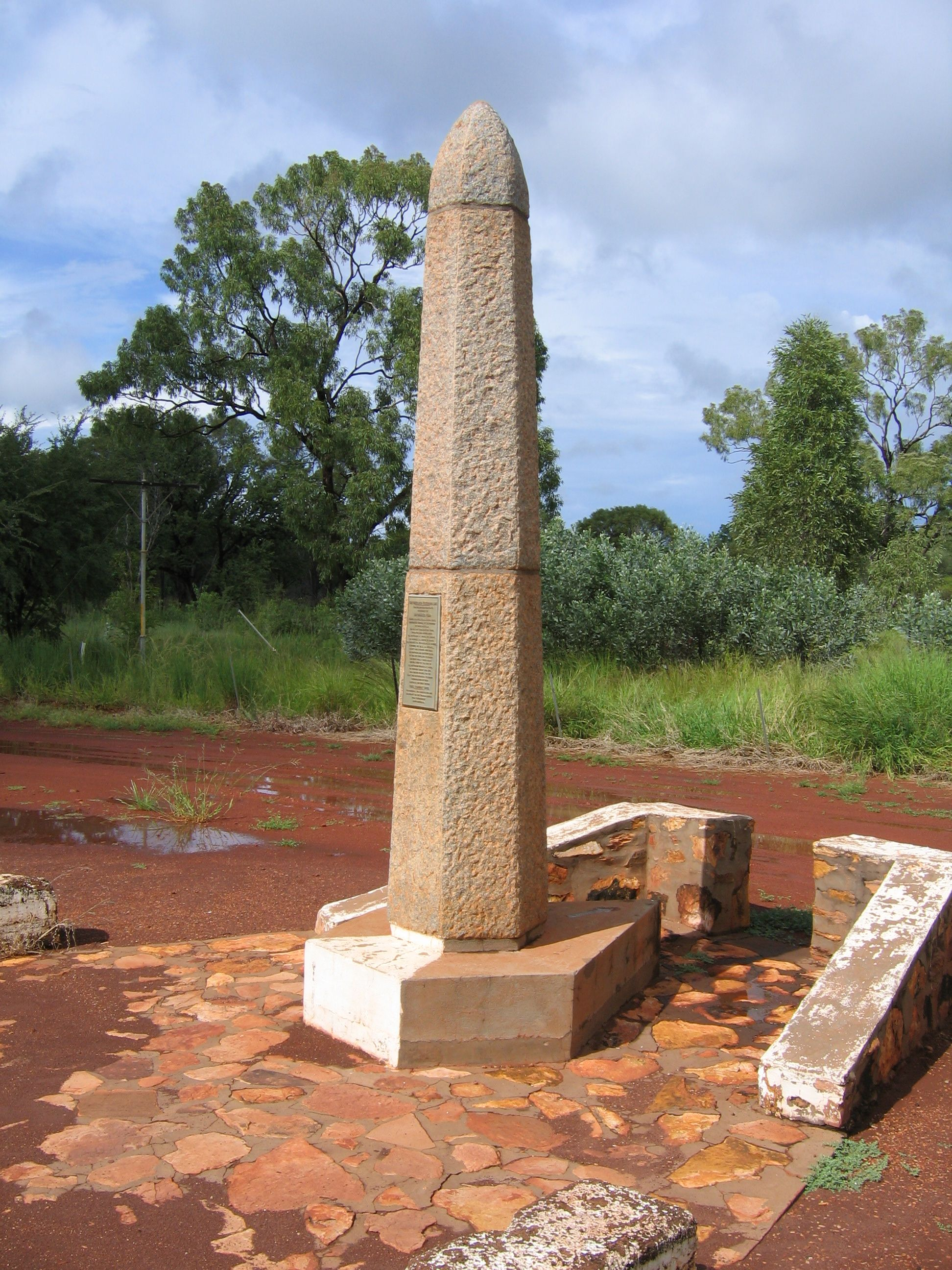
Denkmal am Stuart Highway, in der Nähe der Stelle, an der der nördliche und der südliche Bautrupp aufeinander trafen

Das Seekabel von Java erreichte vorzeitig – vereinbart war der 31. Dezember – am 18. November 1871 Darwin und wurde am folgenden Tag an die Telegrafenleitung angeschlossen. Ende 1871 fehlten noch 300 Kilometer der Transkontinentalleitung. Eine Nachricht, die versuchsweise am 22. Mai 1872 über die noch unvollendete Leitung gesandt wurde, benötigte neun Tage von Darwin nach Adelaide.
Mit knapp neunmonatiger Verspätung wurden die beiden Leitungsenden am 22. August 1872 bei Frew's Ponds verbunden und Todd konnte die erste Nachricht über die fertiggestellte Leitung senden:

„WE HAVE THIS DAY, WITHIN TWO YEARS, COMPLETED A LINE OF COMMUNICATIONS TWO THOUSAND MILES LONG THROUGH THE VERY CENTRE OF AUSTRALIA, UNTIL A FEW YEARS AGO A TERRA INCOGNITA BELIEVED TO BE A DESERT +++“

„Wir haben heute, nach zwei Jahren, eine 2000 Meilen lange Nachrichtenleitung mitten durch das Innere Australiens fertiggestellt, das bis vor wenigen Jahren noch eine terra incognita war, von der man annahm, es sei eine Wüste +++“

Die Telegrafenleitung war von Anfang an ein großer Erfolg, nicht nur für die Kommunikation zwischen dem Mutterland und den Kolonien, sondern auch, um das Gebiet entlang der Leitung zu erschließen. Während der Bauarbeiten wurde an verschiedenen Stellen Gold entdeckt, zum Beispiel in Pine Creek und bei der Relaisstation MacDonnell Ranges. Die Relaisstationen waren zudem hervorragende Ausgangspunkte für die Expeditionen weiterer Forscher, wie Ernest Giles, William Gosse, und Peter Egerton Warburton, die von dort aus nach Westen vordrangen.
Zwischen 1875 und 1877 wurde eine Zweigleitung durch die Nullarbor-Wüste verlegt, die dann auch Western Australia an die Interkontinentalleitung anschloss.

## Betrieb

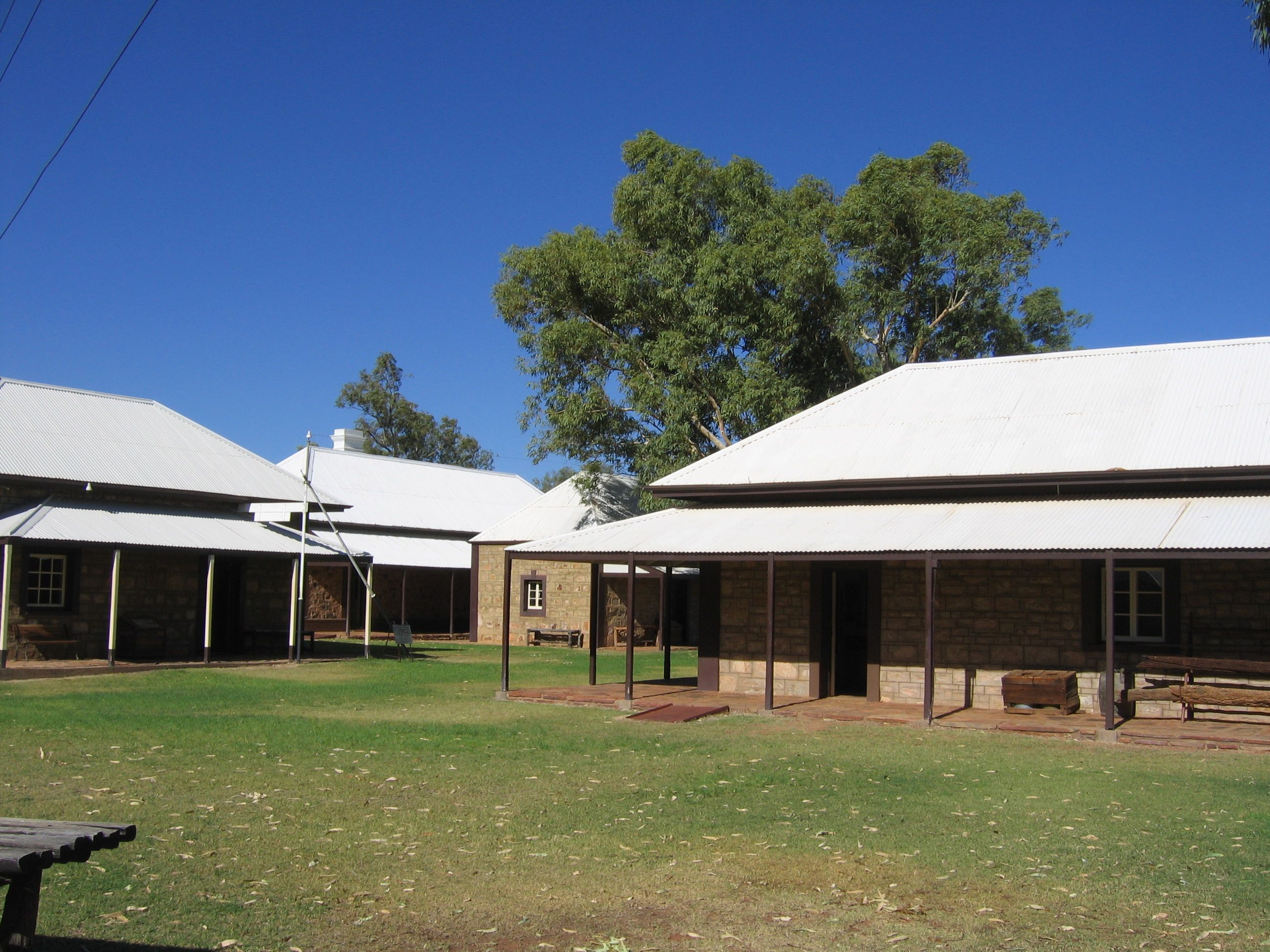
Museum Telegrafenstation Alice Springs

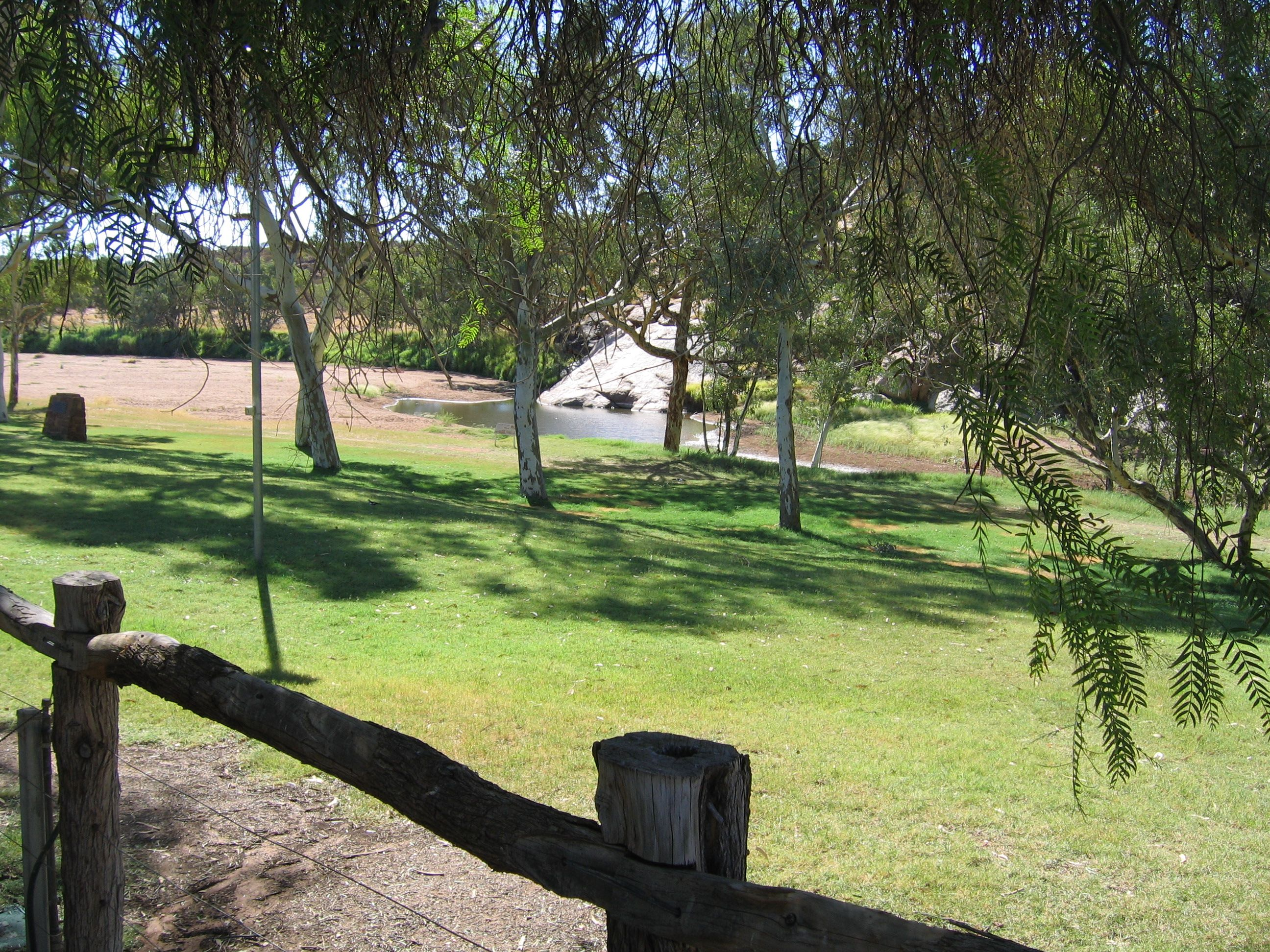
Wasserstelle neben der Telegrafenstation

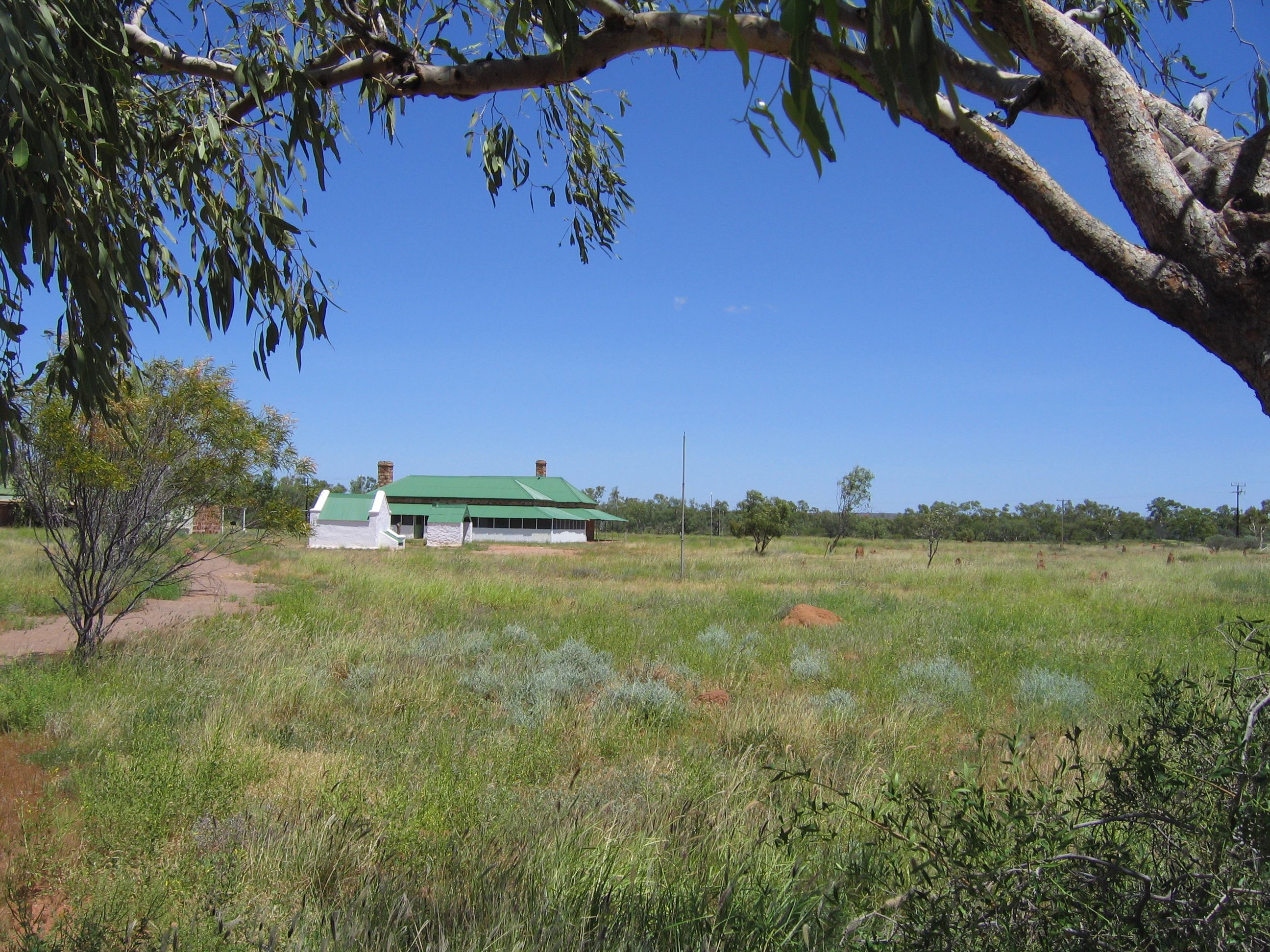
Telegrafenstation Tennant Creek

Die Telegrafenleitung war an den Masten mit Porzellanisolatoren befestigt. Ursprünglich handelte es sich um einen einzigen galvanisierten Eisendraht. Die Porzellanisolatoren waren so geformt, dass bei Regen das Wasser abtropfte und es nicht zu einer Erdung kam. Gleichwohl ging in geringem Umfang Spannung verloren, was bei der geringen Betriebsspannung alle 250 bis 300 Kilometer eine Relaisstation erforderlich machte. Dort wurden die gemorsten Nachrichten empfangen, abgeschrieben und von Hand in den nächsten Abschnitt der Leitung eingegeben. Die Betriebsspannung wurde mit einer Serie von Elementen erzeugt, die aus großen Glasgefäßen bestanden, die mit Magnesium- und Kupfersulfat sowie Blei- und Zinkelektroden arbeiteten. Jedes der Elemente erzeugte 1,5 Volt.
Der Unterhalt der Leitung war von Anfang an ein großes Problem und schwierig. Witterungsbedingte Schäden, aber auch absichtliche Beschädigungen kamen immer wieder vor. Die Aborigines entdeckten sehr bald, dass sich aus den Isolatoren hervorragende „Flintsteinmesser“ schlagen ließen und auch der Draht vielseitig einsetzbar war. Das führte zu heftigen Auseinandersetzungen: So griffen am 22. September 1874 Aborigines die Station Barrow Creek an und töteten zwei Telegrafisten. Der dort stationierte Polizist unternahm später einen Vergeltungsangriff. Diese Unvereinbarkeit von moderner Technik und der Lebensweise der Aborigines führte zu teils brutalen Übergriffen auf sie und ihre weitere Verdrängung in noch abgelegenere Lebensräume.
Termiten stellten ebenfalls ein Problem für die Leitungsmaste aus Zypressenholz dar. Deshalb wurden die ursprünglichen Holzmaste ab 1883 durch eiserne, galvanisierte Oppenheimer-Masten ersetzt. Sie wurden in Manchester in England hergestellt. Das besondere daran war, dass sie aus drei Segmenten bestanden, die für den Transport ineinander geschoben waren. Vor Ort wurden die Segmente auseinandergezogen, und um die beiden Verbindungsstellen wurden glühende Eisenringe gelegt, die mit Wasser abgekühlt wurden. Die abgekühlten Ringe verhinderten, dass die Segmente sich beim Aufstellen des Mastes wieder zusammenschoben.
1899 wurde neben dem ursprünglich einzigen Draht ein zweiter montiert, um die Kapazität der Leitung zu erhöhen. Dabei wurde erstmals eine Kupferleitung verwendet. Später wurde auch die erste eiserne Leitung durch eine kupferne ersetzt, da Kupfer ein besserer Leiter ist. Im ersten Viertel des 20. Jahrhunderts wurde die Kapazität nochmals verdoppelt – nunmehr auf vier Leitungen.

Entwicklung der Telegrafenmasten
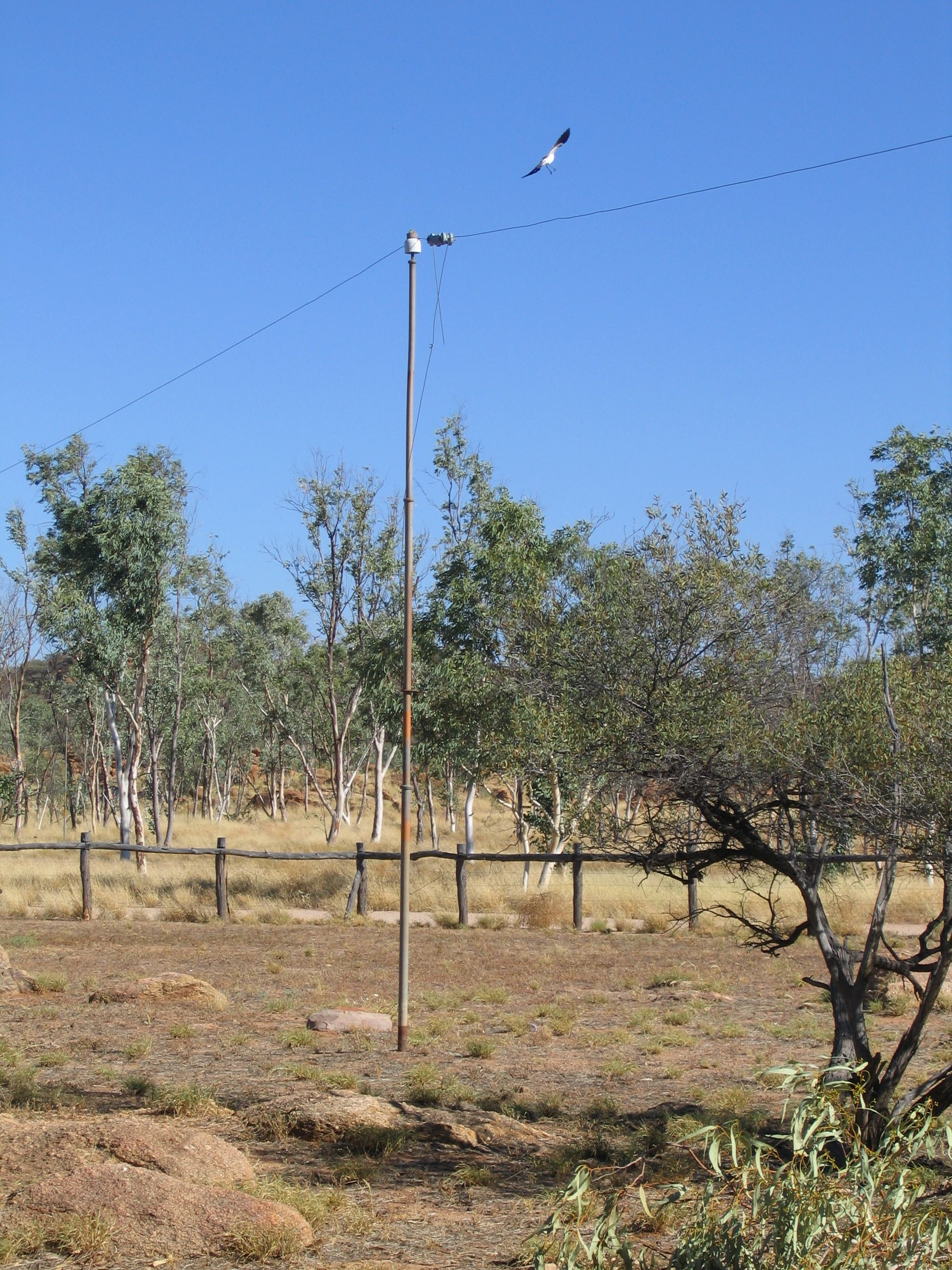
Oppenheimer-Mast für eine Leitung. Freilichtmuseum Old Telegraph Station, Alice Springs
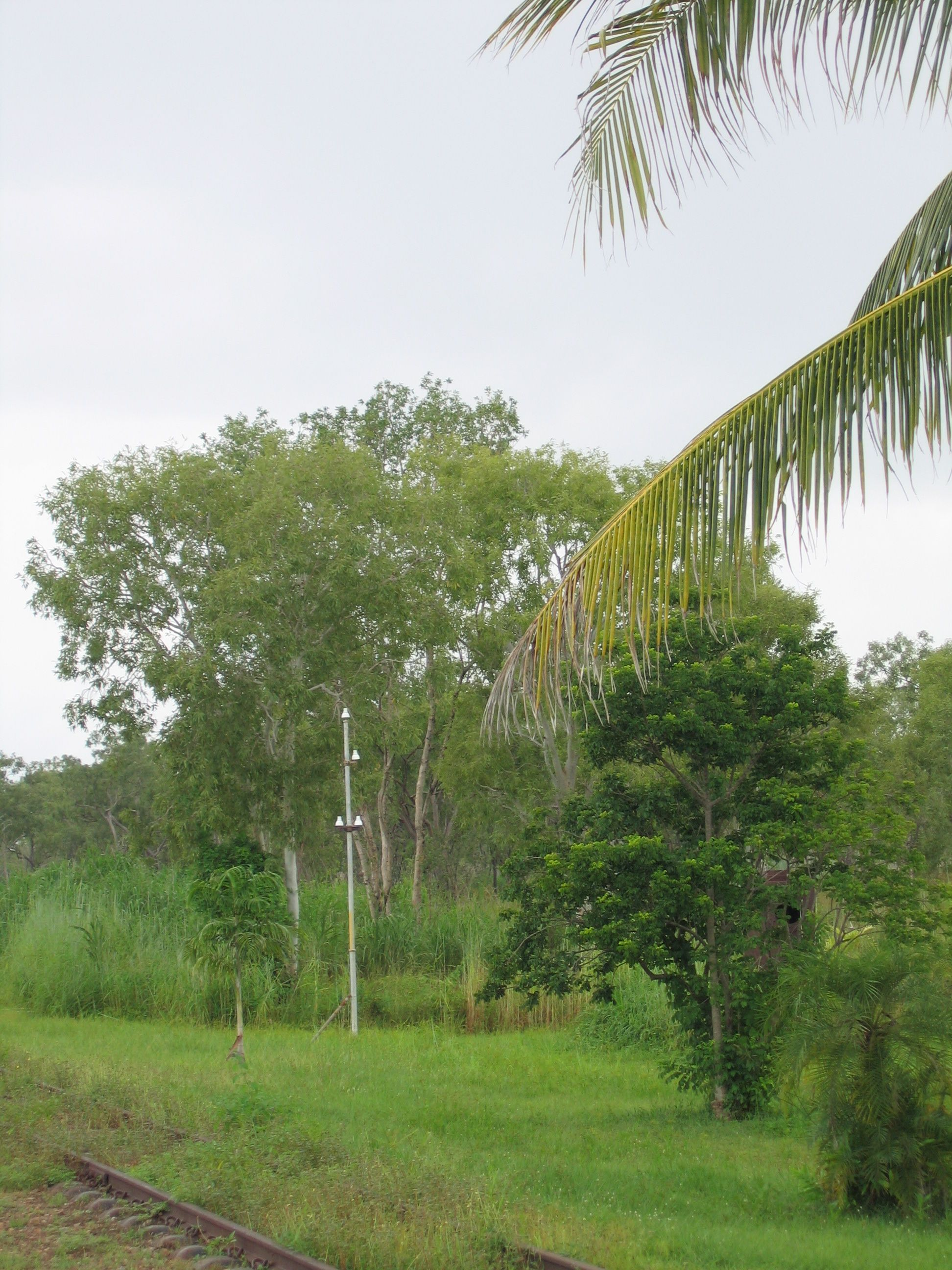
Mast für vier Leitungen. Museum in Adelaide River
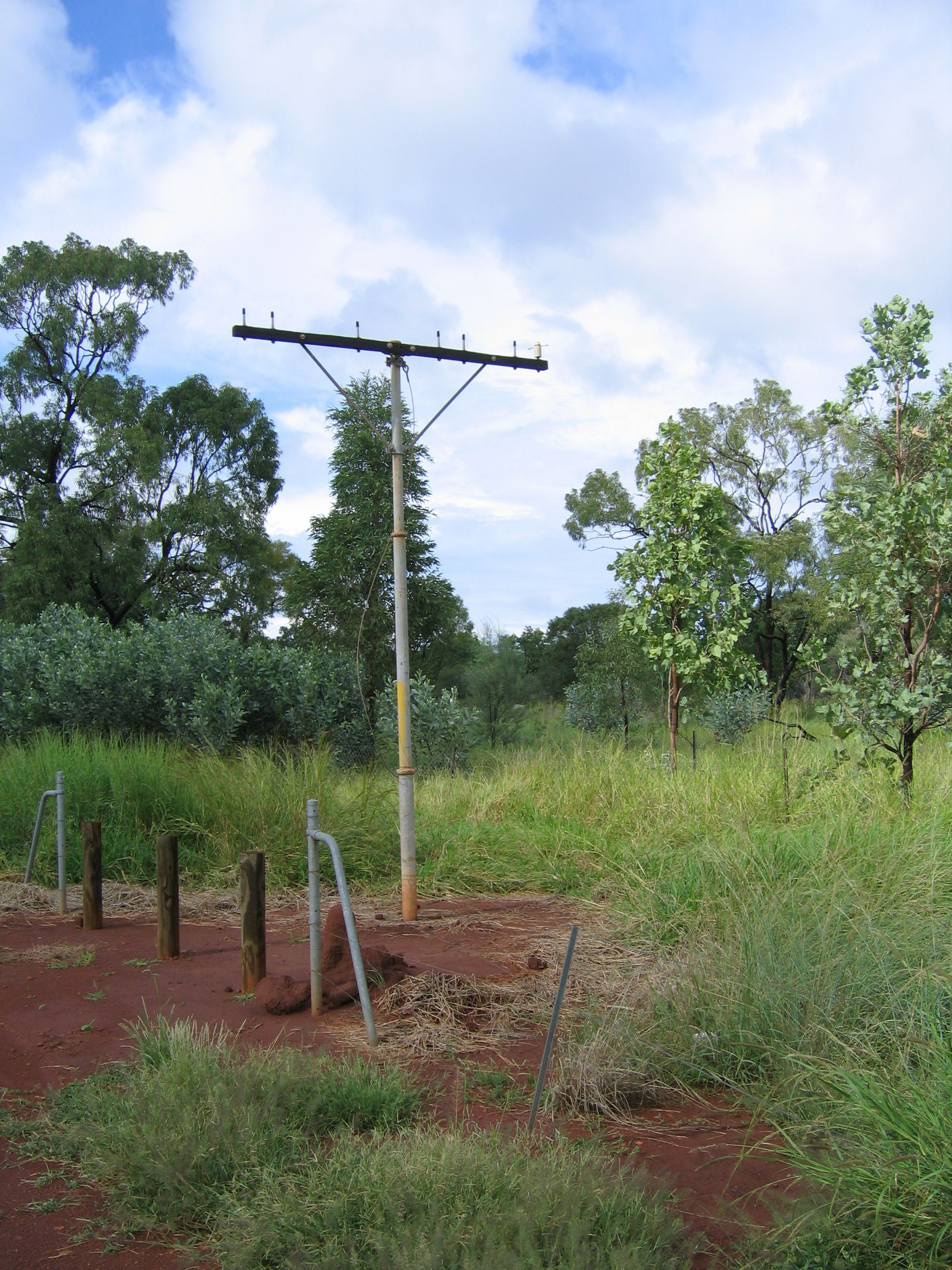
Mast für sieben Leitungen
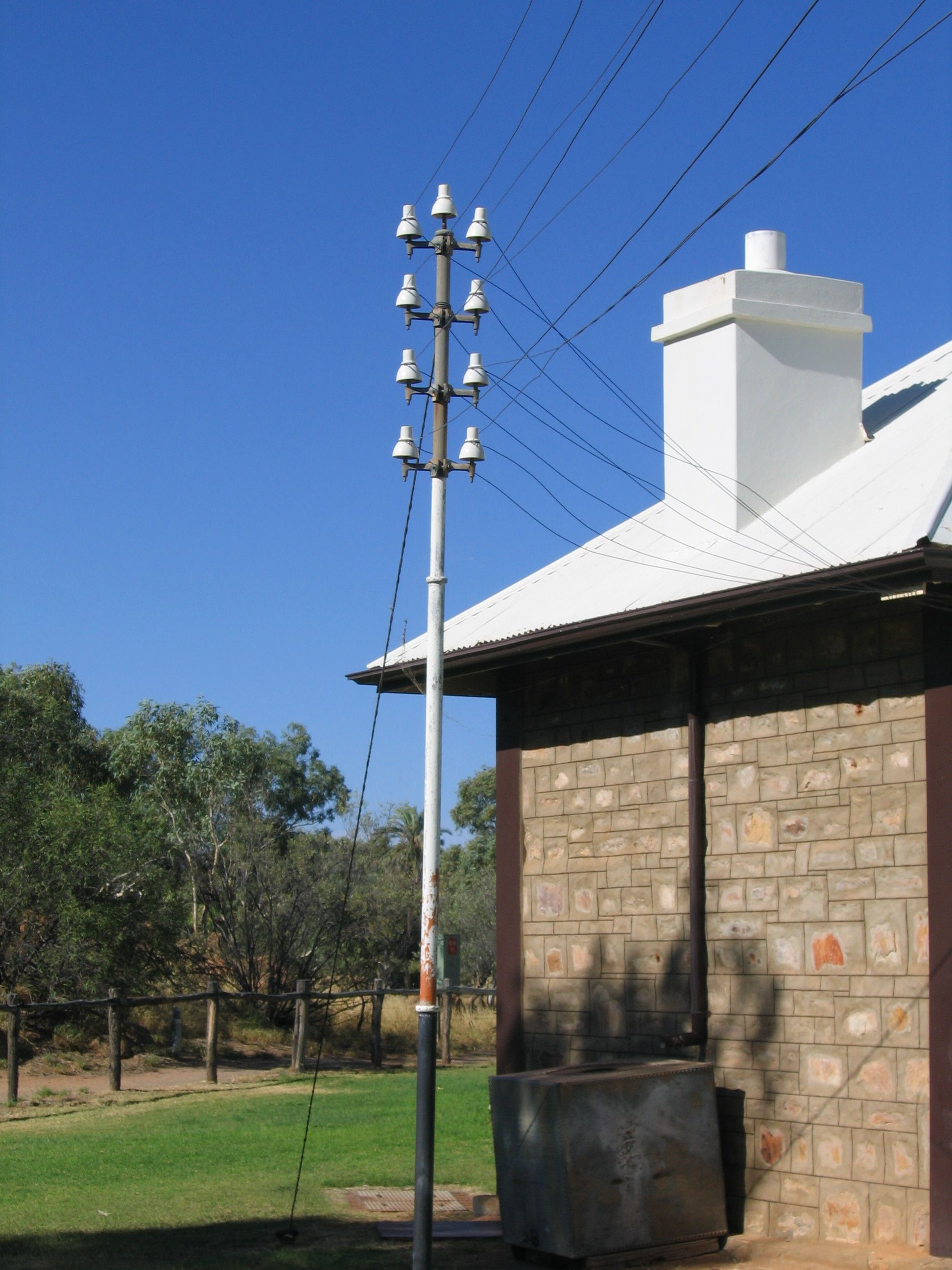
Mast für neun Leitungen. Old Telegraph Station, Alice Springs

## Weitere Entwicklung
Die Telegrafenleitung war eine der großen Ingenieurleistungen des 19. Jahrhunderts. Das australische Telegrafennetz wurde 1877 durch die East-West Telegraph Line weiter von Adelaide bis nach Perth an die Westküste erweitert. Der Transaustralischen Telegrafenleitung folgte später weitere, parallele Infrastruktur, der Stuart Highway, die Nordaustralische Eisenbahn und 2004 die Zentralaustralische Eisenbahn. Die Telegrafenleitung wurde mehrfach ausgebaut und bis 1980 betrieben.
Eine Reihe der ehemaligen Relaisstationen der Telegrafenleitung wurden als Denkmäler und/oder museal bewahrt. Die Telegrafenstation von Alice Springs ist die größte dieser Anlagen, mit eigenem Besucherzentrum. Aber auch in Tennant Creek und Barrow Creek sind die Relaisstation erhalten und können besichtigt werden.